# Pieve di Santa Maria Assunta (Casina)
La pieve di Santa Maria Assunta si trova a Pianzo, frazione di Casina, in provincia di Reggio Emilia e diocesi di Reggio Emilia-Guastalla.

## Storia

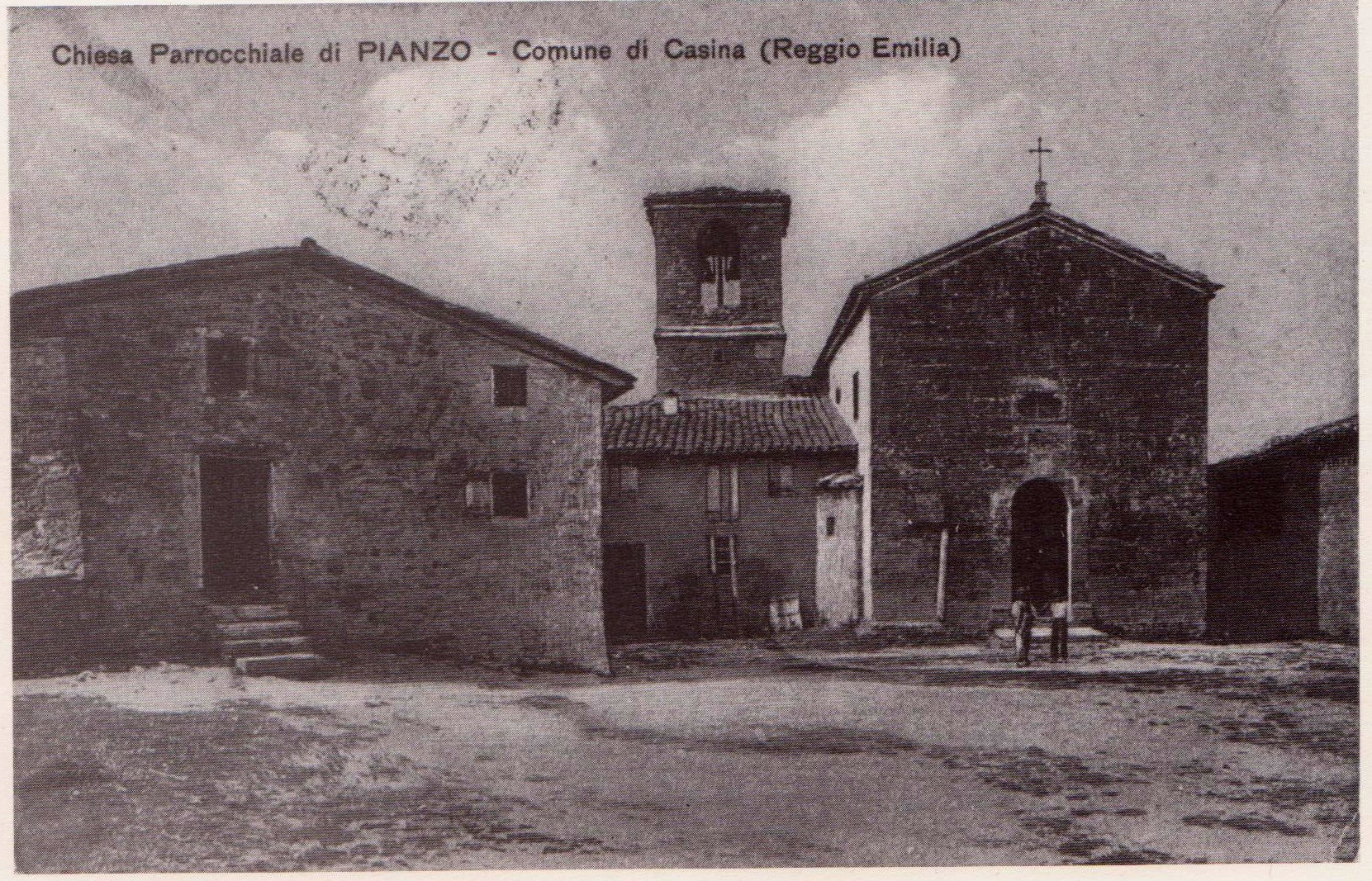
Pianzo nel 1905

La prima testimonianza storica risale a una bolla papale del 1057 dove appartiene al monastero reggiano di San Prospero; si suppone un'origine longobarda della chiesa, ma questo non è confermato da nessuna fonte storica.

L'appartenenza della chiesa alla diocesi di Parma o Reggio fu una disputa che si prolungò per vari secoli.

Nel 1233 anche se Pianzo era dipendente della pieve di Bazzano nel parmense, insieme ad altre parrocchie del territorio come Vedriano, Roncaglio, Compiano e Monchio delle Olle, le decime venivano inviate alla diocesi di Reggio come conferma nel 1374 il vescovo Pinotti.

Nel 1564 il vescovo di Reggio si impadronì della pieve, che mantenne, in disaccordo con i parmensi, per vent'anni; la disputa si risolse in modo originale con un accordo di alternanza di giurisdizione di anno in anno tra le pievi di Bazzano e di Castelnovo ne' Monti.

Solo nel 1620 l'assegnazione al vescovado reggiano divenne definitiva.

Dal 1811 la chiesa di Pianzo è parte del vicariato di Paullo.

Dopo vari atti vandalici tra cui l'ultimo negli anni cinquanta del Novecento, nel 1974 la chiesa era in stato di abbandono e degrado; il 7 novembre di quell'anno, Franco Spaggiari divenne il nuovo custode della chiesa.

## Descrizione

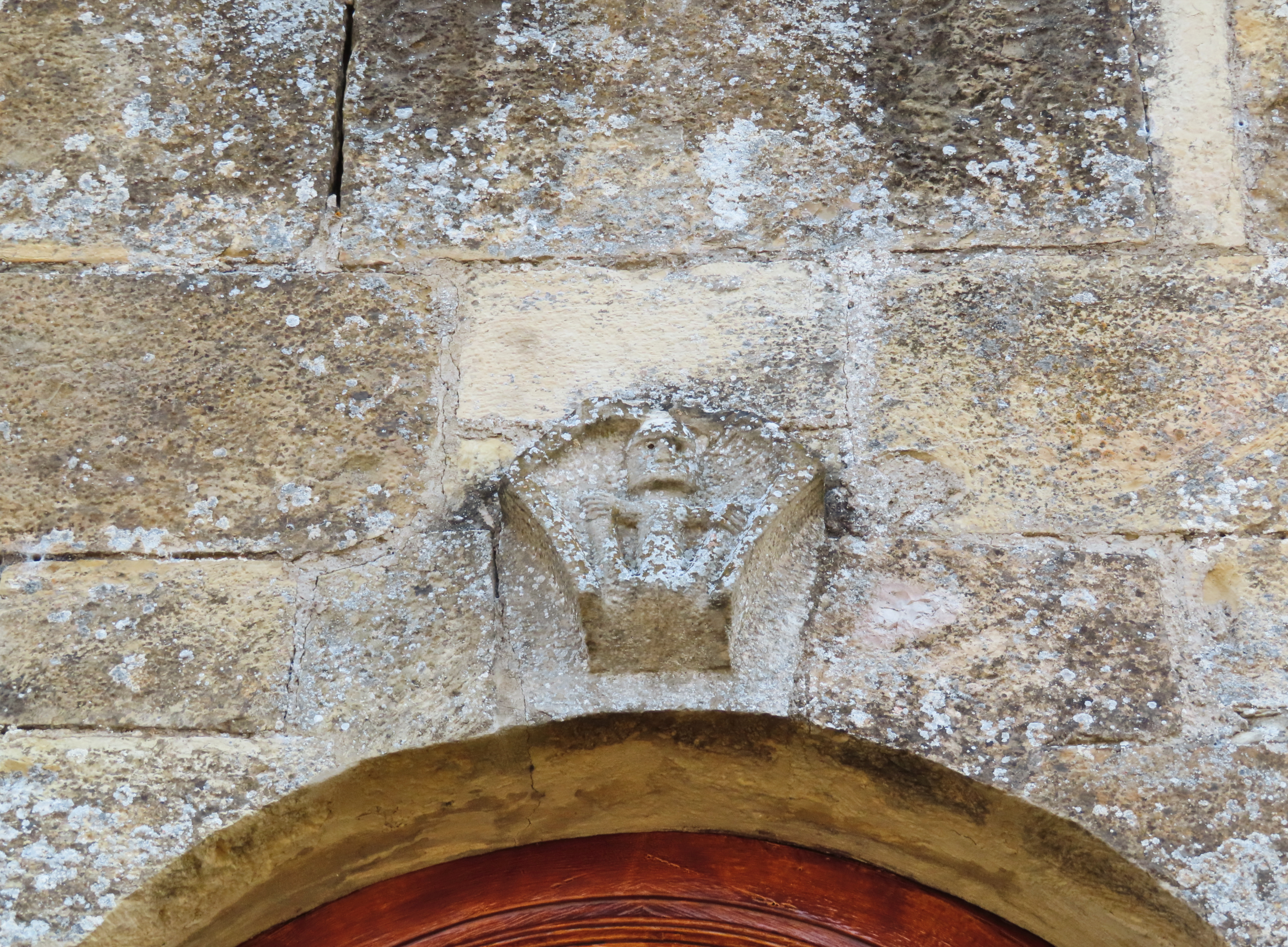
Chiave di volta del portale d'ingresso

### Ubicazione
La pieve si trova in cima a un rilievo, all'altitudine di 478 m.

### Architettura
Anche se la struttura originaria della chiesa era romanica con un'unica navata a pianta rettangolare successive opere di modifica l'hanno alterata. 

### Esterno

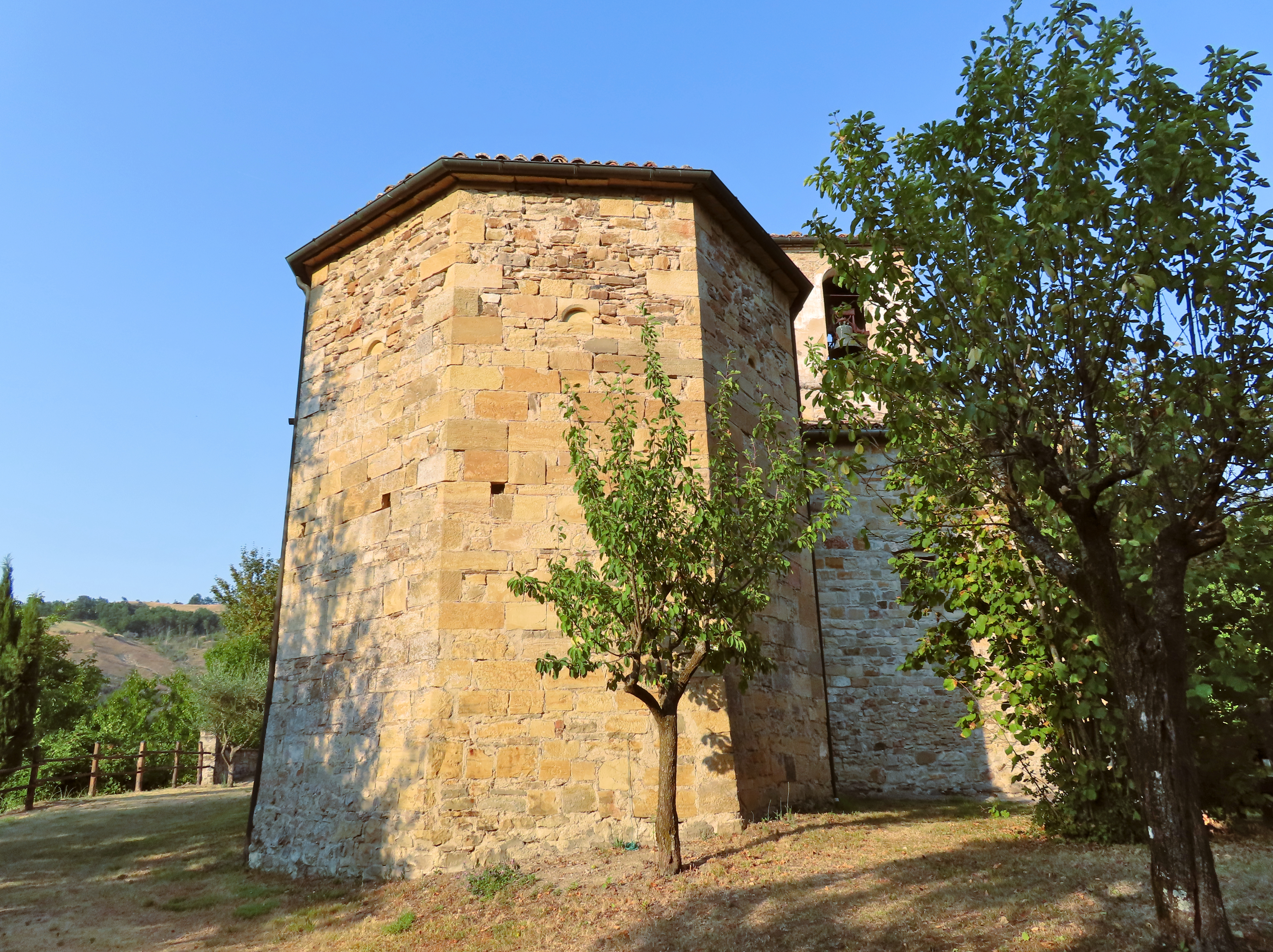
Abside e lato sud

La facciata è a capanna composta da pietre squadrate.

Il portale è archivoltato e nella chiave è presente una figura antropomorfa.

Sopra il portale, una bifora che sostituisce una precedente finestra settecentesca.

Nel lato ovest si può trovare una porta ormai murata il cui architrave a lunetta, in pietra, reca una croce scolpita, a quattro bracci, fiancheggiata da decorazioni circolari. C'è inciso l'anno 1220.

Altre date incise nelle pietre a ricordare i vari restauri sono quelle del 1665, 1697, 1706.

### Interno

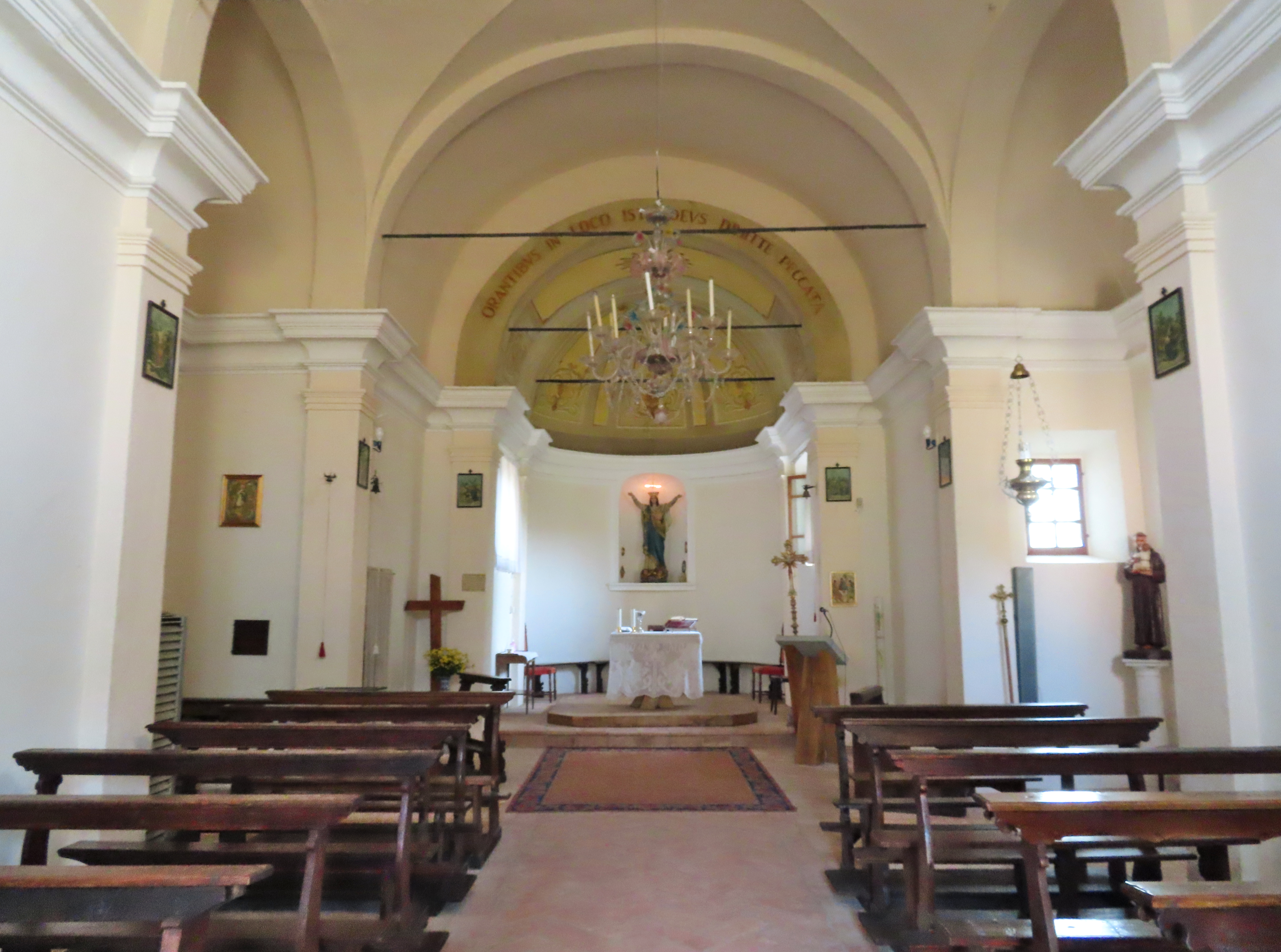
Navata

L'interno dopo il restauro del 1700 è in stile barocco montano con fregi in gesso.

Nel'abside sono state murate alcune pietre ad archetto di un'antica cornice che assomiglia molto a quella inserita nelle fiancate dell'oratorio romanico di Beleo.